# Дікенешть
Дікенешть, Дікенешті (рум. Dicănești) — село у повіті Біхор в Румунії. Входить до складу комуни Дреджешть.
Село розташоване на відстані 413 км на північний захід від Бухареста, 23 км на південний схід від Ораді, 114 км на захід від Клуж-Напоки, 142 км на північний схід від Тімішоари.

## Населення
За даними перепису населення 2002 року у селі проживали 329 осіб.
Національний склад населення села:
| Національність | Кількість осіб | Відсоток |
| -------------- | -------------- | -------- |
| румуни         | 270            | 82,1%    |
| цигани         | 59             | 17,9%    |

Рідною мовою назвали:
| Мова      | Кількість осіб | Відсоток |
| --------- | -------------- | -------- |
| румунська | 270            | 82,1%    |
| циганська | 59             | 17,9%    |